# Euskaltel-Euskadi 2006
La squadra ciclistica spagnola Euskaltel-Euskadi partecipò, nella stagione 2006, all'UCI ProTour, giungendo 17ª nella classifica finale a squadre. A livello individuale arrivarono 6 vittorie nel circuito Pro e 5 in quello Continental.

## Organico 2006

### Rosa
|  | Naz.                 |  | Sportivo           | Anno |  |  |
|  | -------------------- |  | ------------------ | ---- |  |  |
|  | Spagna (bandiera)    |  | Joseba Albizu      | 1978 |  |  |
|  | Spagna (bandiera)    |  | Igor Antón         | 1983 |  |  |
|  | Spagna (bandiera)    |  | Andoni Aranaga     | 1979 |  |  |
|  | Spagna (bandiera)    |  | Iker Camaño        | 1979 |  |  |
|  | Venezuela (bandiera) |  | Unai Etxebarria    | 1972 |  |  |
|  | Spagna (bandiera)    |  | Koldo Fernández    | 1981 |  |  |
|  | Spagna (bandiera)    |  | Iker Flores        | 1976 |  |  |
|  | Spagna (bandiera)    |  | Aitor González     | 1975 |  |  |
|  | Spagna (bandiera)    |  | Gorka González     | 1977 |  |  |
|  | Spagna (bandiera)    |  | Aitor Hernández    | 1982 |  |  |
|  | Spagna (bandiera)    |  | David Herrero      | 1979 |  |  |
|  | Spagna (bandiera)    |  | Iban Iriondo       | 1984 |  |  |
|  | Spagna (bandiera)    |  | Markel Irizar      | 1980 |  |  |
|  | Spagna (bandiera)    |  | Iñaki Isasi        | 1977 |  |  |
|  | Spagna (bandiera)    |  | Roberto Laiseka    | 1969 |  |  |
|  | Spagna (bandiera)    |  | Iñigo Landaluze    | 1977 |  |  |
|  | Spagna (bandiera)    |  | David López García | 1981 |  |  |
|  | Spagna (bandiera)    |  | Antton Luengo      | 1981 |  |  |
|  | Spagna (bandiera)    |  | Iban Mayo          | 1977 |  |  |
|  | Spagna (bandiera)    |  | Iban Mayoz         | 1981 |  |  |
|  | Spagna (bandiera)    |  | Aketza Peña        | 1981 |  |  |
|  | Spagna (bandiera)    |  | Rubén Pérez        | 1981 |  |  |
|  | Spagna (bandiera)    |  | Samuel Sánchez     | 1978 |  |  |
|  | Spagna (bandiera)    |  | Unai Uribarri      | 1984 |  |  |
|  | Spagna (bandiera)    |  | Gorka Verdugo      | 1978 |  |  |
|  | Spagna (bandiera)    |  | Haimar Zubeldia    | 1977 |  |  |
|  | Spagna (bandiera)    |  | Joseba Zubeldia    | 1979 |  |  |

## Palmarès

### Corse a tappe
- Vuelta a España

13ª tappa (Samuel Sánchez)
16ª tappa (Igor Antón)
- Euskal Bizikleta

5ª tappa (David Herrero)
- Critérium du Dauphiné Libéré

6ª tappa (Iban Mayo)
- Paris-Nice

Classifica a punti (Samuel Sánchez)
- Vuelta a Asturias

3ª tappa (Samuel Sánchez)
- Vuelta al País Vasco

2ª tappa (Samuel Sánchez)
3ª tappa (Samuel Sánchez)
- Tour de France

13ª tappa (Samuel Sánchez)
16ª tappa (Igor Antón)
- Vuelta a Burgos

4ª tappa (Iban Mayo)
Classifica generale (Iban Mayo)

### Corse in linea
- Campionato di Zurigo (Samuel Sánchez)
- Subida a Urkiola (Iban Mayo)
- Escalada a Montjuich (Igor Antón)

## Classifiche ProTour

### Individuale
Piazzamenti dei corridori dell'Euskaltel-Euskadi nella classifica ProTour individuale 2006.
| Pos. | Ciclista        | Punti |
| ---- | --------------- | ----- |
| 2    | Samuel Sánchez  | 213   |
| 73   | Haimar Zubeldia | 35    |
| 110  | Igor Antón      | 15    |
| 141  | Iñigo Landaluze | 7     |
| 155  | Iban Mayo       | 5     |
| 165  | David Herrero   | 4     |
| 177  | Iñaki Isasi     | 3     |
| 207  | Koldo Fernández | 1     |

### Squadra
La squadra Euskaltel-Euskadi chiuse in 17ª posizione con 208 punti.